# Svartlila solfågel
Svartlila solfågel (Nectarinia bocagii) är en fågel i familjen solfåglar inom ordningen tättingar.

## Utbredning och systematik
Fågeln förekommer i höglänta områden i centrala Angola och sydvästra Demokratiska republiken Kongo. Den behandlas som monotypisk, det vill säga att den inte delas in i några underarter.

## Status
Arten har ett stort utbredningsområde och beståndet anses vara stabilt. Internationella naturvårdsunionen IUCN listar den därför som livskraftig (LC).

## Namn
Fågelns vetenskapliga artnamn hedrar den portugisiske ornitologen José Vicente Barboza du Bocage (1823-1907). Tidigare kallades den svartlila solfågel även på svenska, men tilldelades 2024 ett mer informativt namn av BirdLife Sveriges taxonomikommitté.